# گریت هاربور

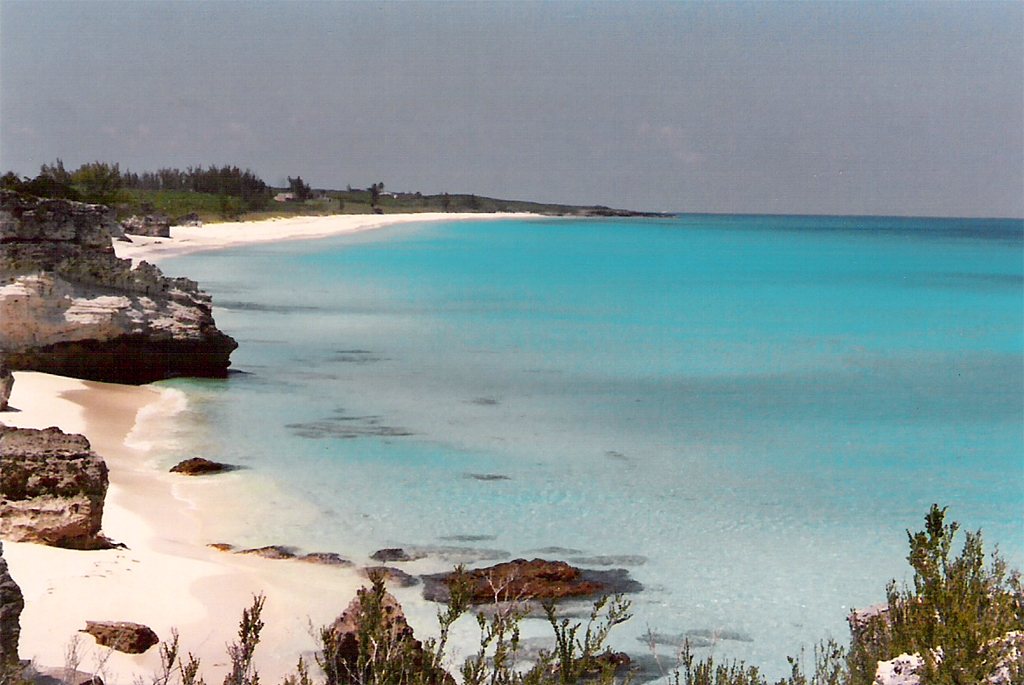
گریت هاربر کی، یکی از سه ساحل نعل اسبی.

گریت هاربور (به انگلیسی: Great Harbour) شهری در کشور باهاما است که جمعیت آن در سرشماری سال ۲۰۰۹ میلادی، ۳۸۳ نفر بوده‌است.